# Turniej regu kobiet w sepak takraw plażowym na Plażowych Igrzyskach Azjatyckich 2012
Turniej regu w sepak takraw kobiet podczas III Plażowych Igrzysk Azjatyckich w Haiyan odbył się w dniach od 19 do 21 czerwca 2012 roku. Do rywalizacji przystąpiło pięć drużyn. Zmagania toczyły się systemem kołowym (tj. każdy z każdym, po jednym meczu). Złoto zdobyła reprezentacja Tajlandii.

## Wyniki
| Miejsce | Drużyna   | Mecze | W | P | Sety W | Sety P | Punkty |
| ------- | --------- | ----- | - | - | ------ | ------ | ------ |
|         | Tajlandia | 4     | 4 | 0 | 12     | 0      | 8      |
|         | Wietnam   | 4     | 3 | 1 | 9      | 3      | 6      |
|         | Laos      | 4     | 1 | 3 | 5      | 10     | 2      |
|         | Chiny     | 4     | 1 | 3 | 4      | 9      | 2      |
| 5       | Indonezja | 4     | 1 | 3 | 3      | 11     | 2      |

| Data      |           | Wynik |           | Set 1 | Set 2 | Set 3 | Set 4 | Set 5 |
| --------- | --------- | ----- | --------- | ----- | ----- | ----- | ----- | ----- |
| 19 Czerw. | Indonezja | 3–2   | Laos      | 11–15 | 17–16 | 15–8  | 15–17 | 15–3  |
| 19 Czerw. | Tajlandia | 3–0   | Wietnam   | 15–13 | 15–6  | 15–9  |       |       |
| 20 Czerw. | Chiny     | 1–3   | Laos      | 12–15 | 15–10 | 13–15 | 12–15 |       |
| 20 Czerw. | Indonezja | 0–3   | Tajlandia | 10–15 | 4–10  | 7–15  |       |       |
| 20 Czerw. | Chiny     | 0–3   | Wietnam   | 12–15 | 9–15  | 7–15  |       |       |
| 20 Czerw. | Laos      | 0–3   | Tajlandia | 7–15  | 11–15 | 5–15  |       |       |
| 21 Czerw. | Chiny     | 0–3   | Tajlandia | 9–15  | 6–15  | 7–15  |       |       |
| 21 Czerw. | Wietnam   | 3–0   | Indonezja | 15–8  | 15–10 | 15–7  |       |       |
| 21 Czerw. | Chiny     | 3–0   | Indonezja | 15–8  | 15–13 | 15–13 |       |       |
| 21 Czerw. | Wietnam   | 3–0   | Laos      | 15–11 | 15–8  | 15–8  |       |       |